# Only by the Night
Only by the Night – czwarty album studyjny zespołu Kings of Leon. Został wydany najpierw w Europie - 19 września 2008, następnie w Wielkiej Brytanii - 22 września tego samego roku, a dzień później, 23 września 2008 w USA.
W Polsce album uzyskał status platynowej płyty.

## Lista utworów
1. "Closer" – 3:57
2. "Crawl" – 4:06
3. "Sex on Fire" – 3:23
4. "Use Somebody" – 3:50
5. "Manhattan" – 3:24
6. "Revelry" – 3:21
7. "17" – 3:05
8. "Notion" – 3:00
9. "I Want You" – 5:07
10. "Be Somebody" – 3:47
11. "Cold Desert" – 5:34
12. "Frontier City" - 3:39 (Bonus Track)

## Twórcy
- Caleb Followill - śpiew, gitara
- Matthew Followill - gitara, wokal wspierający
- Jared Followill - gitara basowa, wokal wspierający
- Nathan Followill - perkusja, wokal wspierający

## Pozycje na listach
| Lista | Kraj   | Pozycja |
| ----- | ------ | ------- |
| OLiS  | Polska | 25      |